# Batalha de França
A Batalha da França, também conhecida por Queda da França, foi a invasão da França, Bélgica, Luxemburgo e Países Baixos pela Alemanha Nazista, em 10 de Maio de 1940 durante a Segunda Guerra Mundial, terminando assim a "Guerra de Mentira".
Unidades blindadas alemãs atravessaram a região florestal das Ardenas, flanqueando a Linha Maginot e derrotando os defensores Aliados. A Força Expedicionária Britânica foi evacuada no que ficou conhecido como a Batalha de Dunquerque na Operação Dínamo, e muitas unidades francesas juntaram-se à Resistência ou passaram ao lado dos Aliados.
A Itália declarou guerra à França em 10 de junho. Paris foi ocupada em 14 de junho, e o Governo Francês fugiu para Bordéus no mesmo dia.
Em 17 de junho, o Marechal Pétain anunciou publicamente que a França iria propor um armistício, que foi assinado pela França e a Alemanha em 22 de junho, quando se deu a rendição do Segundo Grupo do Exército Francês. O armistício entrou em vigor a 25 de junho. Para o Eixo, a campanha foi uma vitória espetacular.

## Antecedentes
O expansionismo alemão da década de 1930 pôs em cheque a política de apaziguamento levada a cabo pelo Reino Unido e França. Em 1938, a Alemanha anexou a Áustria e, em meados de 1939, concluiu a dominação da Tchecoslováquia. Com essas invasões, a Alemanha fortaleceu ainda mais seu poderio econômico e suas forças armadas, já que após as invasões divisões austríacas foram incorporadas a Wehrmacht e centenas de tanques checoslovacos passaram a integrar a Panzerwaffe, tanques esses superiores aos tanques Panzer I e Panzer II que compunham a espinha dorsal das forças blindadas alemães à época. Além disso, as indústrias tchecas de armas pesadas Skoda e CKD também contribuíram para esse fortalecimento alemão produzindo toneladas de munições e outros itens bélicos.[carece de fontes?]
Reino Unido e França, de início procurando a conciliação pacífica, mudaram sua política após a tomada da Tchecoeslováquia pela Alemanha, a qual desrespeitou o Tratado de Munique. Dessa forma, finalmente Reino Unido e França se contrapuseram diretamente aos planos expansionistas da Alemanha nazista. Em 3 de setembro, dois dias após o início da invasão da Polônia pela Alemanha, França e Reino Unido declararam guerra à Alemanha, dando início, desta forma, à Segunda Guerra Mundial. A União Soviética permaneceu neutra.
Após a derrota da Polônia, Hitler começou a preparação do plano de invasão da Europa Ocidental. A França e a Inglaterra começaram seus preparativos para conter um possível ataque alemão. Porém, o período que se segue ficou conhecido como "Guerra de Mentira", pois, desde os fins de setembro de 1939 até abril de 1940, as hostilidades simplesmente eram inexistentes, à exceção de uma ou outra incursão aérea de ambos os lados em nível de reconhecimento. O Reino Unido mandou, a território francês, a BEF (British Expeditionary Force) e a RAF (Royal Air Force).[carece de fontes?]
A França, por sua vez, acreditava estar protegida pela majestosa Linha Maginot, que era uma barreira de fortificação com extensão de 400 quilômetros, construída ao longo da fronteira franco-germânica. Na verdade, a Linha Maginot fora construída após a Primeira Guerra Mundial (1914-1918) com o objetivo de barrar os alemães, e a França nunca mais sofrer uma invasão germânica. Contudo, fora construída baseada nas arcaicas teorias da guerra linear de 1914, ignorando a moderna aviação, que poderia facilmente bombardeá-la, e também o transporte aéreo de tropas, que poderiam flanqueá-la por trás. Após meses de tédio, enquanto os aliados esperavam um ataque alemão, em abril de 1940, Hitler direcionou seus exércitos ao norte, ocupando a Noruega e a Dinamarca. Franceses e britânicos enviaram tropas para impedir esse ataque, mas fracassaram.

## Estratégia alemã

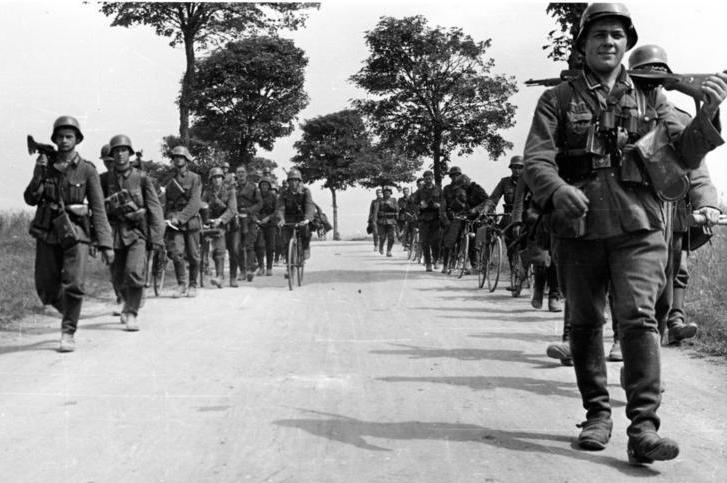
Tropas alemãs avançando pela França.

As forças alemãs estavam divididas em três Grupos de Exércitos; ao norte, contando apenas com três divisões blindadas, estava o Grupo de Exércitos B, comandado pelo general Fedor von Bock, que tinha como objetivo invadir a Bélgica e atrair as forças britânicas e francesas para o combate. Mais ao sul, estava o Grupo de Exércitos A, que tinha 37 divisões, sendo sete delas blindadas e três de infantaria motorizada, o que a tornava a principal força de ataque alemã, responsável por avançar nas Ardenas, romper a linha francesa no rio Meuse e então atacar ao norte, dividindo a Força Expedicionária Britânica e o 1.º e 2.º exército francês do restante das forças armadas francesas. Mais ao sul, estava o Grupo de Exércitos C, comandado pelo general Wilhelm Ritter von Leeb, com o objetivo de atacar a linha Maginot.

## A ameaça vem das Ardenas
Com a campanha escandinava bem-sucedida e concluída, Hitler direciona seus exércitos para atacar os Países Baixos e a Bélgica, que, até então, eram países neutros à guerra. Efetua desembarques nas cidades de Haia e Rotterdam e também na fronteira oriental neerlandesa, enquanto a Luftwaffe bombardeava ferozmente. Os Países Baixos caíram em cinco dias. A Bélgica foi a próxima a sentir os efeitos da Blitzkrieg alemã, sendo a tomada de Albert Canal e da fortaleza de Eben Emael uma das mais brilhantes operações aerotransportadas de toda a guerra.
A França não julgava ser possível um ataque alemão através da densa floresta das Ardenas, pois seria praticamente intransponível para pesados blindados. Com muitos efetivos do exército francês e também da Força Expedicionária Britânica marchando em território belga, em auxílio à defesa daquele país, foi uma desagradável surpresa quando maciças divisões blindadas alemãs saíram das Ardenas e entraram em território francês. O ataque alemão aos Países Baixos e à Bélgica propiciou aos exércitos de Hitler dar a volta por trás da Linha Maginot, evitando o combate frontal. Assim, em um gigantesco movimento circular, os exércitos de Rundstedt, vindos do sul, e as divisões Panzer de Guderian, a oeste, iriam encurralar franceses e britânicos contra o Canal da Mancha. O rompimento das linhas francesas em Sedan, que tinham o objetivo de barrar os alemães na invasão do país, fez com que a França entrasse em colapso, sendo muitas de suas forças capturadas ou aniquiladas.

## Estratégia francesa
A estratégia francesa estava baseada na Linha Maginot, um conjunto de trincheiras construído após a Primeira Guerra Mundial. A Linha Maginot cobria toda a fronteira entre Alemanha e França, começando ao Sul, perto da Suíça, e terminando na fronteira com Luxemburgo, nas Ardenas. Com essa linha, os franceses tinham os seguintes objetivos:
- Evitar um ataque surpresa;
- Dar tempo para o exército francês se mobilizar (2-3 semanas);
- Economizar forças (França tinha apenas 39 milhões de habitantes, contra 70 milhões de habitantes da Alemanha);
- Proteger a Alsácia e Lorena e suas indústrias;
- Ser o ponto de partida para um contra-ataque;
- Forçar um ataque alemão pelos flancos (Bélgica ou Suíça).[carece de fontes?]

## Ataque alemão
Em 10 de maio, o Grupo de Exércitos B desencadeou sua ofensiva contra os Países Baixos e Bélgica, obtendo rápido sucesso graças às forças aerotransportadas que inutilizaram o Forte Eben-Emael e tomaram diversas pontes na região. Os aliados prontamente reagiram, avançando através da Bélgica e ali estabelecendo sua linha defensiva. Enquanto isso, o Grupo de Exércitos A avançou pelas Ardenas sem maiores dificuldades, alcançando o Meuse — perto de Sedan — em dois dias, e cruzando-o no dia seguinte. Divisões do 9.º Exército Francês foram despachadas para proteger o flanco direito, mas a rapidez dos ataques alemães cercou o exército, terminando por dispersá-lo completamente. Quebrada a linha francesa, a 7.ª Divisão Panzer de Erwin Rommel e os Panzerkorps de Guderiam, Hoth e Reindthart avançaram a norte, alcançando o Somme no dia 20.
Antes do começo da invasão, às tropas de Hitler tinha sido distribuído oficialmente Pervitin, uma metanfetamina recentemente descoberta e já habitualmente  usada pelo exército nazi. O exército alemão tinha encomendado  35 milhões de comprimidos  antes de avançar para a  França. A droga possibilitou o avanço rápido e constante dos alemães, que já não sentiam necessidade de descansar e dormir; segundo o próprio Guderiam, as suas tropas não descansaram durante dezassete dias.

## A reação
Em 20 de maio, o Primeiro-Ministro francês, Reynaud, demitiu o general Gamelin e nomeou o general Weygand, que imediatamente tomou medidas para deter o cerco alemão. O Plano Weygand consistia em quebrar a pinça alemã, usando as tropas cercadas ao norte e suas divisões de reserva estacionadas ao sul, atrás do Somme. Não se tratava de uma tarefa impossível; a linha alemã tinha em torno de 40 km de largura, e não estava consolidada no terreno. Um contra-ataque britânico foi feito na região de Arras, pegando a divisão de Erwin Rommel de surpresa. Outras tentativas foram feitas mais ao leste, mas os ataques não foram coordenados e não ameaçaram as posições alemãs, que, após breve parada, retomou o avanço, ordenando os Panzerkorps a avançarem.[carece de fontes?]

## Evacuação
Lord Gort, comandante da Força Expedicionária Britânica, recuou de Arras em 23 de maio; ao oeste, as cidades portuárias da região de Calais foram dominadas uma por uma, até que as forças alemãs foram detidas no canal Aa, a poucos quilômetros de Dunquerque, de onde seriam evacuadas todas as forças britânicas e parte das divisões francesas. Nesse interim, as unidades panzer de Guderiam foram ordenadas pelo Alto-Comando a não avançar; aproveitando a hesitação adversária, os aliados estabeleceram uma linha defensiva no canal Aa e em torno de Dunquerque, permitindo que ali fossem evacuados mais de 300 mil soldados até 4 de junho, quando os alemães definitivamente tomaram Dunquerque.

## Paris

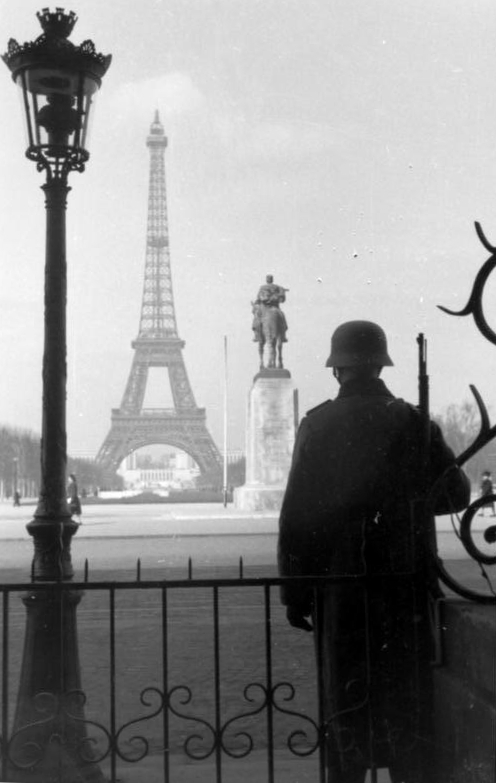
Soldado alemão observa a torre Eiffel durante ocupação alemã da França. Paris, 1943

Terminada a batalha de Calais, os alemães voltaram suas forças para a travessia do Somme, visando à conquista de Paris. Em 5 de junho, os alemães desencadearam um ataque através do rio e venceram as escassas reservas de Weygand. No dia 14, após um rápido avanço, os alemães tomaram a capital francesa Paris. O governo, transferido para a cidade de Bordeaux, ainda solicitou a ajuda por apoio aéreo na França, pedido negado por Churchill. Nas tentativas finais, o líder britânico garantiu do Almirante Darlan que a frota francesa não cairia em mãos alemãs.

## Batalha dos Alpes
Em 10 de junho, quando a Batalha da França já estava literalmente definida em favor dos alemães, o governo italiano de Benito Mussolini entrou na guerra como aliado da Alemanha, ordenando a invasão do território francês. O objetivo do ditador fascista era obter vantagens territoriais, quando a França se rendesse.[carece de fontes?]
A invasão italiana — conhecida como Batalha dos Alpes — resultou em fracasso militar, mas a rendição da França, poucos dias depois, garantiu a Mussolini o alcance de seus objetivos políticos.[carece de fontes?]

## Rendição francesa
A rendição oficial se deu em 22 de junho de 1940 em Compiègne, no mesmo trem que a Alemanha, em 1918, ao final da Grande Guerra, fora forçada a se render. Reynaud, Primeiro-Ministro francês, se negou a assinar a rendição e abdicou do cargo, que foi assumido pelo marechal Pétain, que anunciou ao povo francês, via rádio, a intenção do governo em se render.

## Consequências

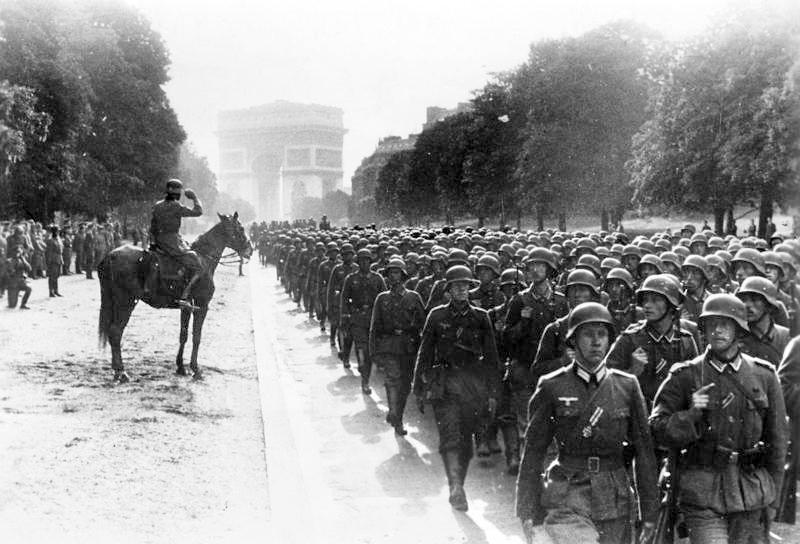
Soldados alemães marcham em Paris após a vitória

Com a rendição aos alemães a França foi dividida em três partes:
- França de Vichy - Formada pelo centro-sul da França, cujo comando foi entregue ao Marechal Pétain, que organizou um regime colaboracionista com os alemães, de orientação semi-fascista;
- Zona de Ocupação alemã - Correspondia ao norte e à costa atlântica da França, incluindo Paris. Esta área ficou sob comando direto de autoridades militares alemãs, que usaram a indústria local para ajudar no esforço de guerra alemão e como base logística para a futura Operação Leão-Marinho;
- Alsácia-Lorena - Tornou-se parte do Reich alemão, tornando-se na prática um território nacional alemão.

Houve também a fundação da França Livre, sob o comando de Charle de Gaulle, com apoio inicial da Guiana Francesa e da África Equatorial Francesa (mais tarde as ilhas francesas da Oceania e o Chade se uniriam a França livre de De Gaulle). Este governo estava sediado em Londres e organizou a resistência francesa, ainda que nominalmente, pois diversas facções compunham essa resistência, nem todas submetidas ao líder da França Livre.[carece de fontes?]

### Livros
- Atkin, Ronald (1990). Pillar of Fire: Dunkirk 1940. Edinburgh: Birlinn. ISBN 1-84158-078-3
- Beevor, Antony (2013). The Second World War. Londres: Phoenix (Orion Books). ISBN 978-0-7538-2824-3
- Belgium: The Official Account of What Happened 1939–1940 [Belgian Ministry of Foreign Affairs] (em francês). Londres: Ministère des Affaires Étrangères de la Belge. 1941. OCLC 4025429. LCOC 42016037. Consultado em 15 de setembro de 2015
- Blatt, Joel, ed. (1997). The French Defeat of 1940: Reassessments. Providence, RI: Berghahn. ISBN 1-57181-109-5
- Bond, Brian (1990). Britain, France and Belgium, 1939–1940. Londres: Brassey's. ISBN 0-08-037700-9
- Buckley, John (1998). Air Power in the Age of Total War. Londres: UCL Press. ISBN 1-85728-589-1
- Carswell, Richard (2019). The Fall of France in the Second World War: History and Memory. Londres: Palgrave MacMillan. ISBN 978-3-030-03954-7
- Chappel, Michael "Mike" (1985). The Canadian Army at War. Col: Men at Arms. Oxford: Osprey. ISBN 978-0-85045-600-4
- Christofferson, Thomas R.; Christofferson, Michael S. (2006). France during World War II: From Defeat to Liberation. [S.l.]: Fordham University Press. ISBN 0-8232-2562-3
- Churchill, Winston S. (1949). Their Finest Hour. Col: The Second World War. II. Cambridge: Houghton Mifflin. OCLC 396145
- Citino, Robert Michael (1999). The Path to Blitzkrieg: Doctrine and Training in the German Army, 1920–1939. Boulder: Lynne Rienner. ISBN 1-55587-714-1
- Citino, Robert M. (2002). Quest for Decisive Victory: From Stalemate to Blitzkrieg in Europe, 1899–1940. Col: Modern War Studies. Lawrence: University Press of Kansas. ISBN 0-7006-1176-2
- Citino, Robert M. (2005). The German Way of War: From the Thirty Years' War to the Third Reich. Lawrence: University Press of Kansas. ISBN 978-0-7006-1624-4
- Corum, James (1992). The Roots of Blitzkrieg: Hans von Seeckt and German Military Reform. Col: Modern War Studies. Lawrence: University Press of Kansas. ISBN 0-7006-0541-X
- Corum, James (1997). The Luftwaffe: Creating the Operational Air War, 1918–1940. Lawrence: University Press of Kansas. ISBN 978-0-7006-0836-2
- David, Saul (2018) [1994]. After Dunkirk: Churchill's Sacrifice of the Highland Division Kindle ed. [S.l.]: Sharpe Book. ISBN 978-1-911445-44-9
- de Jong, Loe (1970). Het Koninkrijk der Nederlanden in de Tweede Wereldoorlog 1939–1945 Deel 3 Mei '40 [The Kingdom of the Netherlands in the Second World War 1939–1945 Part 3 May '40] (PDF) (em neerlandês). Amsterdam: Rijksinstituut Voor Oorlogsdocumentatie. OCLC 926786827. Consultado em 27 de maio de 2022. Cópia arquivada (PDF) em 3 de abril de 2022
- Donnell, Clayton (2017). The Battle for the Maginot Line, 1940. Barnsley: Pen and Sword. ISBN 978-1-4738-7728-3
- Gorce, Paul-Marie de la (1988). L'aventure coloniale de la France – L'Empire écartelé, 1936–1946 [The French Colonial Adventure] (em francês). Paris: Denoël. ISBN 978-2-207-23520-1
- De Waal, Frans (1990). Peacemaking Among Primates. New York: Harvard University Press. ISBN 0-674-65921-X
- Dear, Ian; Foot, M. (2005). The Oxford Companion to World War II. Londres: Oxford University Press. ISBN 978-0-19-280666-6
- Deighton, Len (2008). Fighter: The True Story of the Battle of Britain illus. ed. [S.l.]: Random House. ISBN 978-1-84595-106-1
- Doughty, R. A. (2014a) [1985]. The Seeds of Disaster: The Development of French Army Doctrine, 1919–1939 Stackpole, Mechanicsburg, PA ed. Hamden, CT: Archon Books. ISBN 978-0-8117-1460-0
- Dunstan, Simon (2005). Fort Eben Emael: The Key to Hitler's Victory in the West. [S.l.]: Bloomsbury USA. ISBN 1-84176-821-9
- Durand, Yves (1981). La Captivité, Histoire des prisonniers de guerre francais 1939–1945 [The Captivity: History of the French War Prisoners] (em francês) 2nd revue et corrigée ed. Paris: F.N.C.P.G.-C.A.T.M. OCLC 417568776
- Ellis, John (1993). The World War II Data Book. [S.l.]: Aurum Press. ISBN 978-1-85410-254-6
- Ellis, Major L. F. (2004) [1st. pub. HMSO 1954].  Butler, J. R. M., ed. The War in France and Flanders 1939–1940. Col: History of the Second World War United Kingdom Military Series. [S.l.]: Naval & Military Press. ISBN 978-1-84574-056-6. Consultado em 11 de setembro de 2016. Cópia arquivada em 17 de dezembro de 2020
- Evans, Martin Marix (2000). The Fall of France: Act of Daring. Oxford: Osprey. ISBN 1-85532-969-7
- Fennell, Jonathan (2019). Fighting the People's War. The British and Commonwealth Armies and the Second World War. Cambridge: Cambridge University Press. ISBN 978-1-107-03095-4
- French, David (2001). Raising Churchill's Army: The British Army and the War against Germany, 1919–1945. Londres: Oxford University Press. ISBN 978-0-19-924630-4
- Frieser, Karl-Heinz (1995). Blitzkrieg-Legende: Der Westfeldzug 1940, Operationen des Zweiten Weltkrieges [The Blitzkrieg Myth: The Western Campaign in 1940, Operations of the Second World War] (em alemão). München: R. Oldenbourg. ISBN 3-486-56124-3
- Frieser, Karl-Heinz (2005). The Blitzkrieg Legend: The 1940 Campaign in the West. Traduzido por Greenwood, J. T. eng. trans. ed. Annapolis, MD: Naval Institute Press. ISBN 978-1-59114-294-2
- Gardner, W. J. R. (2000). The evacuation from Dunkirk: Operation Dynamo, 26 May – 4 June 1940. Londres: Routledge. ISBN 978-0-7146-8150-4
- Harman, Nicholas (1980). Dunkirk: The Necessary Myth. Londres: Hodder & Stoughton. ISBN 0-340-24299-X
- Haslam, J.; Urbach, K., eds. (2014). Secret Intelligence in the European States System, 1918–1989. Stanford: Stanford University Press. ISBN 978-0-8047-8891-5
  - Schuker, S. A. "Seeking a Scapegoat: Intelligence and Grand Strategy in France". In Haslam & Urbach (2014).
- Healy, Mark (2007).  Prigent, John, ed. Panzerwaffe: The Campaigns in the West 1940. I. Londres: Ian Allan. ISBN 978-0-7110-3239-2
- Hinsley, F. H.;  et al. (1979). British Intelligence in the Second World War: Its Influence on Strategy and Operations. I. Londres: HMSO. ISBN 978-0-11-630933-4
- Hooton, E. R. (1994). Phoenix Triumphant: The Rise and Rise of the Luftwaffe. Londres: Brockhampton Press. ISBN 1-86019-964-X
- Hooton, E. R. (2007). Luftwaffe at War; Blitzkrieg in the West. Londres: Chevron/Ian Allan. ISBN 978-1-85780-272-6
- Hooton, E. R. (2010). The Luftwaffe: A Study in Air Power 1933–1945. [S.l.]: Classic. ISBN 978-1-906537-18-0
- Imlay, Talbot C.; Toft, Monica Duffy (2007). The Fog of Peace and War Planning: Military and Strategic Planning Under Uncertainty. Col: Cass: Strategy and History. Londres: Routledge. ISBN 978-1-134-21088-6
- Jackson, Robert (1974). Air War Over France, 1939–1940. Londres: Ian Allan. ISBN 978-0-7110-0510-5
- Jackson, Julian (2003). The Fall of France: The Nazi Invasion of 1940. Oxford: Oxford University Press. ISBN 978-0-192-80550-8
- Jackson, Julian (2001). France: The Dark Years, 1940–1944. Londres: Oxford University Press. ISBN 0-19-820706-9
- Kaufmann, J. E.; Kaufmann, H. W. (2007). Fortress France: The Maginot Line and French Defenses in World War II. Col: Stackpole Military History. [S.l.]: Stackpole Books. ISBN 978-0-811-73395-3
- Keegan, John (2005). The Second World War. New York: Penguin Books. ISBN 978-0-14-303573-2
- Kershaw, Ian (2002). Hitler, 1936–1945. Munich: Pantheon
- Krause, M.; Phillips, C. (2006). Historical Perspectives of Operational Art. Fort McNair, Washington DC: Center of Military History. ISBN 978-0-16-072564-7
- Longden, Sean (2008). Dunkirk: The Men They Left Behind. Londres: Constable. ISBN 978-1-84529-520-2
- Maier, Klaus A.; Rohde, Horst; Stegemann, Bernd; Umbreit, Hans (2015) [1991].  Falla, P. S., ed. Germany and the Second World War: Germany's Initial Conquests in Europe (em inglês). II. Traduzido por McMurry, Dean S.; Osers, Ewald trans. pbk. Clarendon Press, Oxford ed. Freiburg im Breisgau: Militärgeschichtliches Forschungsamt [Research Institute for Military History]. ISBN 978-0-19-873834-3
  - Umbreit, B. "German Victory in Western Europe". In Maier et al. (2015).
  - Maier, K. "Die Errichtung der Hegemonie auf dem europäischen Kontinent (The establishment of hegemony on the European continent)". In Maier et al. (2015).
- May, Ernest R. (2000). Strange Victory: Hitler's Conquest of France. Londres: I.B.Tauris. ISBN 978-1-85043-329-3 online
- Megargee, Geoffrey P. (2000). Inside Hitler's High Command. Lawrence: Kansas University Press. ISBN 0-7006-1015-4
- Melvin, Mungo (2010). Manstein: Hitler's Most Controversial General. [S.l.]: W&N. ISBN 978-0-297-84561-4
- Murray, Williamson (1983). Strategy for Defeat: The Luftwaffe 1933–1945 online ed. Maxwell Air Force Base, AL: Air University Press (US National Government Publication). ISBN 978-1-4294-9235-5
- Neave, Airey (2003) [1972]. The Flames of Calais: A Soldiers Battle 1940 Pen & Sword, Barnsley ed. Londres: Hodder & Stoughton. ISBN 978-0-85052-997-5
- Neitzel, Sönke; Welzer, Harald (2012). Soldaten: On Fighting, Killing and Dying: The Secret World War II Tapes of German POWs. Londres: Simon & Schuster. ISBN 978-1-84983-948-8
- Porch, Douglas (2004). The Path to Victory: The Mediterranean Theater in World War II 1st ed. New York: Farrar, Straus and Giroux. ISBN 978-0-374-20518-8
- Porch, Douglas (2022). Defeat and Division: France at War, 1939–1942. Col: Armies of the Second World War. [S.l.]: Cambridge University Press. ISBN 978-1-107-04746-4
- Quellien, Jean (2010). «Les pertes humaines». La France pendant la Seconde Guerre mondiale – Atlas historique (em francês) online scan ed. [S.l.]: éd. Fayard, ministère de la Défense. OCLC 812049413
- Reynolds, David (1993). «Churchill in 1940: The Worst and Finest Hour». In:  Blake, Robert B.; Louis, William Roger. Churchill. Oxford: Clarendon Press. ISBN 0-19-820626-7
- Roth, Ariel Ilan (2010). Leadership in International Relations: The Balance of Power and the Origins of World War II. [S.l.]: Palgrave Macmillan. ISBN 978-0-230-10690-1
- Romanych, M.; Rupp, M. (2010). Maginot Line 1940: Battles on the French Frontier. Oxford: Osprey. ISBN 978-1-84603-499-2
- Sebag-Montefiore, Hugh (2006). Dunkirk: Fight to the Last Man. New York: Viking. ISBN 978-0-670-91082-3
- Sheppard, Alan (1990). France, 1940: Blitzkrieg in the West. Oxford: Osprey. ISBN 978-0-85045-958-6
- Shirer, William L. (1990). The Rise and Fall of the Third Reich: A History of Nazi Germany. [S.l.]: Simon & Schuster. ISBN 0-671-72868-7
- Strawson, John (2003). Hitler as Military Commander. Col: Military Classics. Barnsley: Pen & Sword. ISBN 978-0-85052-956-2
- Stout, Jay. A (2010). The Men Who Killed the Luftwaffe: The U.S Army Air Forces against Germany 1st ed. Mechanicsburg PA: Stackpole Books. ISBN 978-0-8117-0659-9
- Taylor, A. J. P.; Mayer, S. L., eds. (1974). A History of World War Two. Londres: Octopus Books. ISBN 0-7064-0399-1
- Tooze, Adam (2006). The Wages of Destruction: The Making and Breaking of the Nazi Economy. [S.l.]: Allen Lane. ISBN 0-7139-9566-1
- Weal, John (1997). Junkers Ju 87 Stukageschwader 1937–41. Oxford: Osprey. ISBN 1-85532-636-1
- Weinberg, Gerhard (1994). A World at Arms: A Global History of World War II. Londres: Cambridge University Press. ISBN 978-0-521-44317-3
- Zaloga, Steven J. (2011). Panzer IV vs Char B1 bis: France 1940. Oxford: Osprey. ISBN 978-1-84908-378-2

### Diários
- Alexander, Martin (2007). «After Dunkirk: The French Army's Performance Against 'Case Red', 25 May to 25 June 1940». War in History. 14 (2): 219–264. ISSN 1477-0385. doi:10.1177/0968344507075873
- Baliszewski, Dariusz (19 de setembro de 2004). «Most honoru». Wprost (em polaco) (1138). ISSN 0209-1747. Consultado em 24 de março de 2005. Cópia arquivada em 14 de maio de 2007
- Corum, James (Janeiro de 1995). «The Luftwaffe's Army Support Doctrine, 1918–1941». The Journal of Military History. 59 (1): 53–76. ISSN 1543-7795. JSTOR 2944364. doi:10.2307/2944364
- DiNardo, R. L.; Bay, Austin (Janeiro de 1988). «Horse-Drawn Transport in the German Army». Journal of Contemporary History. 23 (1): 129–142. ISSN 0022-0094. doi:10.1177/002200948802300108
- Facon, Patrick (Março de 1996). «Slowing Down Blitzkrieg: A Curtiss Fighter Ace in the Battle of France». Publitek. Air Fan International. ISSN 1083-2548
- Gunsburg, Jeffery A. (Abril de 1992). «The Battle of the Belgian Plain, 12–14 May 1940: The First Great Tank Battle». The Journal of Military History. 56 (2): 207–244. ISSN 0899-3718. JSTOR 1985797. doi:10.2307/1985797
- ——— (Janeiro de 2000). «The Battle of Gembloux, 14–15 May 1940: The 'Blitzkrieg' Checked». The Journal of Military History. 64 (1): 97–140. JSTOR 120789. doi:10.2307/120789
- Harvey, D. (Outubro de 1990). «The French Armée de l'Air in May–June 1940: A Failure of Conception». Journal of Contemporary History. 25 (4): 447–465. ISSN 0022-0094. doi:10.1177/002200949002500404
- Mansoor, Peter R. (Junho de 1988).  Childress, P. W., ed. «The Second Battle of Sedan, May 1940». Fort Leavenworth, KS: United States Army Combined Arms Center. Military Review. LXVIII (6): 64–75. ISSN 0026-4148. PB-100-88-6. Consultado em 6 de outubro de 2016. Cópia arquivada em 25 de agosto de 2020
- Rochat, Giorgio (1 de janeiro de 2008). Translator: Anne Pilloud. «La campagne italienne de juin 1940 dans les Alpes occidentales». Vincennes: Service historique de la défense. Revue historique des armées. 250: 77–84. ISSN 0035-3299. doi:10.3917/rha.250.0077. Consultado em 9 de dezembro de 2015. Cópia arquivada em 1 de setembro de 2017
- Sica, Emanuele (2012). «June 1940: The Italian Army and the Battle of the Alps». Saskatoon, SK: University of Toronto Press. Canadian Journal of History. 47 (2): 355–378. ISSN 0008-4107. doi:10.3138/cjh.47.2.355
- Scheck, Raffael (2010). «French Colonial Soldiers in German Prisoner-of-War Camps (1940–1945)». French History. XXIV (3). 426 páginas. doi:10.1093/fh/crq035

### Websites
- Jacobson, Douglas. «Article 9: Polish Army in France». Douglas W. Jacobson. Consultado em 9 de dezembro de 2015. Cópia arquivada em 11 de dezembro de 2015